# Remisto
Remisto (latino: Remistus; ... – Ravenna, 17 settembre 456) è stato un generale visigoto dell'Impero romano d'Occidente.

## Biografia
Remisto era un visigoto, come attestato dal suo nome germanico. L'imperatore d'Occidente Avito lo insignì nel 456 di un'alta carica militare, nominandolo probabilmente magister militum (nel qual caso potrebbe trattarsi del ruolo di magister militum praesentalis), e lo elevò al rango di patricius: si trattava del primo magister militum dalla morte di Flavio Ezio nel 454 e del primo magister militum barbaro in assoluto.
Remisto si installò a Ravenna con un contingente di Goti; quando Avito decise di abbandonare l'Italia per ritornare nella sua Gallia a raccogliere rinforzi e a sollecitare l'aiuto dei suoi alleati Visigoti contro l'opposizione del Senato romano, Remisto ebbe l'incarico di controllare l'Italia. Si scontrò con le truppe del Senato, comandate dal magister militum dell'Italia Ricimero: assediato a Ravenna, fu catturato e messo a morte nel palazzo di Classe, appena fuori dalla città, il 17 settembre di quell'anno.
Il mese successivo Avito fu deposto e ucciso.